# بسيج
مُنَظَّمَةُ حَشْدِ المُسْتَضْعَفِينَ (بالفارسية: سازمانِ بسیجِ مستضعفین) وتعرف اختصارا بالبَسِيجِ (بالفارسية: بسیج؛ ومعناه الحشد والتعبئة) هي مجموعة قوات شعبية شبه عسكرية تتكون من متطوعين من المدنيين ذكورا وإناثا، أسست بأمر من القائد السابق للثورة الإسلامية روح الله الخميني في نونبر 1979. القائد الحالي للبسيج هو العميد غلام حسين غيب برور.
تضم المنظمة الأصلية المدنيين المتطوعين وتتألف القوة غالبا من الشباب الإيرانيين. حاليا البسيج يقدّم مختلف الخدمات التطوعية بمثابة القوة المساعدة وتشارك في أنشطة مثل الأمن الداخلي وتوفير الخدمات الاجتماعية، وتنظيم الاحتفالات الدينية العامة.
تتبع البسيج الحرس الثوري الإيراني (الباسدران) الذي يتبع بدوره إلى سلطة المرشد الأعلى للجمهورية الإسلامية في إيران وقوات البسيج هم معروفون بالولاء لقائد الثورة الإسلامية. كذلك تضم قوات البسيج مجموعات من رجال الدين وتابعيهم. كان لتلك الميليشيا نشاط بارز أثناء الحرب العراقية الإيرانية في الثمانينيات. ويبلغ عددهم حاليًا قرابة الـ 90.000 متطوع ومتطوعة، ويمكن أن يرتفع إلى مليون عند الحاجة.

## التاريخ
دعا المرشد الأعلى روح الله الخميني الشباب الإيراني للتوحد في تشرين الثاني/نوفمبر 1979 خلالَ الثورة الإيرانية. بعد ذلك بحوالي نصف عام تشكلت قوات البسيج يوم 30 نيسان/أبريل 1980 وكانت مفتوحة لمن هم فوق سن 18 سنة وتحت الـ 45.
خلال الحرب الإيرانية العراقية؛ تطوّعَ مئات الآلاف من المدنيين تحتَ لواء البسيج للمشاركة والانخراط في هذه الحرب بما في ذلك أطفال لا تتجاوزُ أعمارهم الـ 12 سنة وكذا العاطلين عن العمل وكبار السن من الرجال الذين بلغَ بعضهم الثمانينات. تميّز المتطوعون لهذه القوّة باعتناقهم للمذهب الشيعي هذا فضلًا عن حبهم الشهادة والدّفاعَ عن الوطن. في الوقت ذاته؛ عمدت الدولة الإيرانية على استقدام المزيد منهم حيث نظمت العديد منَ الزيارات إلى المدارس كما قامت بحملات إعلامية مكثفة تحث فيها المواطنين على التطوّع والمُشاركة في الحرب ضدّ نظام صدام حسين. خلال تلكَ الحرب؛ كان فيلق الحرس الثوري يستخدمُ المواردَ البشريّة لقوات البسيج،  التي عُرفَ عنها شنّها لما يُعرف اليوم بهجوم الموجات البشرية من خلال لفت انتباه العدو أو مسح حقول الألغام وغير ذلك من الأعمال الحربيّة الخطيرة. جدير بالذكر هنا أنّ التقديرات تُشير إلى أن عشرات الآلاف قد قتلوا خلال استخدام هذا التكتيك في الحرب ضدّ العراق.
استمرَ اعتماد البسيج على تكتيك هجوم الموجات البشرية حتّى آذار/مارس من عام 1982 حينَما تمّ دفعها إلى الصفوف الأمامية. بالرغم من ذلك فقد كانت الخسائر في صفوفِ البسيج عالية بسببِ تكتيكها السيء نوعًا ما وبسبب قوّة الجيش النظامي العراقي.
وفقا للكاتب والمحلّل ديليب هيرو فإنهُ بحلول ربيع عام 1983 كانت قوات البسيج قد درّبت 2.4 مليون إيراني على استخدام الأسلحة فيما أرسلت 450,000 إلى جبهات القتال. وبحلول عام 1985 ذكرت وكالة أنباء الجمهورية الإسلامية أنّ عدد متطوعي البسيج قد بلغَ 3 ملايين شخص وذلك نقلًا عن حجة الإسلام رحماني.

## النهضة
وفقا لصحيفة نيويورك تايمز فإنه بعد الاحتفالات العفوية لتأهل إيران إلى كأس العالم 1998 ثُمّ الاحتجاجات الطلابية في تموز/يوليو 1999؛ شعرت الحكومة أنها فقدت السيطرة على الشوارع فكان تطوير قوّة البسيج أمرًا ضروريًا حينها. وضعت الحكومة الإيرانية عددًا من الخطط المختلفة للحفاظ على البسيج على قيد الحياة ومن بين هذه الخطط التركيز على بعض الأفكار مثلَ الوطنيّة والدفاع عن الدين وغير ذلك. جنبًا إلى جنب مع شرطة مكافحة الشغب الإيرانية وأنصار حزب الله كانَ للبسيج دورًا نشطًا في قمع المظاهرات الطلابية في إيران. يُعرف عن البسيج في الداخل الإيراني نظاميتها مُقارنة بأنصار حزب الله الذي يعتمدُ في الغالب على الضرب والهجمات الخطيرة من أجل تفريق المتظاهرين بسرعة،  في حين تصفُ مصادر أخرى أنصار حزب الله كجزء من البسيج. في السياق ذاته؛ يرى البعض أن قوات البسيج قد فقدت بعضًا من مكانتها وهيبتها بعدما تحوّلت من الدفاع عن الوطن من الأخطار الخارجية –كما فعلت في الحرب معَ العراق– إلى ضبط الأمن الداخلي والتغلب على الأخطار التي تهددُ الشارع الإيراني.

### احتجاجات انتخابات 2009
شجبَ مير حسين موسوي مرشح المعارضة للرئاسة في عام 2009 الهجمات العنيفة من قِبل البسيج خلال احتجاجات الانتخابات الإيرانية. انتشرت بعد ذلك بعضُ التقارير التي تتحدثُ عن الأداء الضعيف للبسيج بعد انتخابات 2009 وربما هذا هو سبب تغيير القائد حسين طيب في تشرين الأول/أكتوبر 2009. في أعقاب تلك الاحتجاجات؛ ذكرَ حجة الإسلام حسين قائد البسيج أن ثمانية أشخاص قد قُتلوا وأصيب 300 آخرون بجروح خلالَ أعمال العنف.

### الحرب الأهلية السورية: 2011–حاليًا
يعتقدُ الكثير من المحللين العربيين والغربيين أن آلاف الإيرانيين منَ القوات شبه العسكرية المقاتلة قد تمركزت في سوريا اعتبارا من كانون الأول/ديسمبر 2013. إنّ وجودَ البسيج في سوريا قد ساعدَ الحكومة السورية في الحفاظ على السلطة كما ساعدَ إيران في أهدافها الجيوسياسية ورُبما هذا ما تسبب –حسب مُراقبين– في استمرار الحرب الأهلية السورية. يعملُ مقاتلي ميليشيا البسيج –على غرار حزب الله– مع الجيش السوري ضد الثوار والمعارضة. لقد طرحت هذه المشاركة تحديات للسياسة الخارجية في عدد من دول المنطقة وخاصة إسرائيل وتركيا القلقتان من تعاظم النفوذ الإيراني على الأرضية السورية. بشكلٍ عام تعكسُ مُشاركة البسيج في الحرب الأهلية السورية استخدام إيران لعددٍ من الميليشيات في مجموعة من دول منطقة الشرق الأوسط وذلك في مسعى منها لتأكد الوجود الإيراني على حساب الأمريكي واالاسرائيلي في المنطقة وهذا ما يُخيف سليم إدريس قائد الجيش السوري الحر.

## المُشاركة السياسية
حسب ما هو شائع فالبسيج ممنوعٌ من المشاركة في الحياة السياسية من خلال الدستور الإيراني لكن وبالرغم من ذلك فقد شاركت هذه القوّة في بعض الانتخابات خاصّة في عام 2005 تاريخ انتخاب محمود أحمدي نجاد رئيسًا للبلاد. في المنحى ذاته؛ وصفَ المرشد الأعلى خامنئي البسيج « بأمل الأمة الإيرانية والشجرة الطاهرة.»
في انتخابات عام 2009؛ صوّت العديد من أفراد ميليشيات البسيج لكل من المتشددين والإصلاحيين حيث أنّ الرئيس السابق أحمدي يتمتع بدعم كبير من أعضاء هذه الميليشيات خاصّة أن كثيرًا منهم قد استفاد من سياساته خلال فترة رئاسته.

## التنظيم والعضوية
يُعد البسيج الفرع الخامس من الحرس الثوري الإيراني. تختلفُ تقديرات وسائل الإعلام حول أعداد العاملين في ميليشيات البسيج مُقارنةً مع ما يُصرّح به المسؤولون إلا أنّ التقديرات الرسمية تؤكد على عمل 23.8 مليون تحت لواء هذه القوة.

### القادة
يقودُ البسيج حاليًا غلام حسين الذي حلّ محل محمد رضا نقدي في عام 2016. قبل نقدي؛ كانَ حسين طيب قائد القوة شبه العسكريّة منذ 14 تموز/يوليو 2008.
| الاسم         | تاريخ القيادة |
| ------------- | ------------- |
| علي رضا أفشار | 1990 - 1998   |
| محمد حجازي    | 1998 - 2007   |
| حسين طيب      | 2007 - 2009   |
| محمد رضا نقدي | 2009 - 2016   |
| غلام محسن     | 2016 - حاليًا  |

### الواجبات والأنشطة
وفقا لإذاعة أوروبا الحرة فإنّ مُعظمَ المتطوعين في صفوق البسيج قد تركوا الخِدمة قبل نهاية الحرب ثم سرعان ما أعيدوا مرة أخرى. بحلول عام 1988؛ انخفضَ عدد نقاط تفتيش البسيج ولكنّهُ لا يزال يفرضُ الحجاب الإلزامي كما لا تزال هذه القوة تعتقلُ النساء التي تُخالف تعاليم الشريعة الإسلامية هذا فضلًا اعتقال الشباب الذين يختلطونَ في الأماكن العامة مع أفراد الجنس الآخر.
تختلفُ سياسات البسيج من محافظة إلى أخرى لكن وبشكل عام فالبسيج ضدّ تجارة المخدرات في المنطقة الشرقية وكذا في مناطق الحدودن معَ العراق. بحلول عام 1988 أنشئ البسيج عدّة تشكيتلات ومنظمات في الجامعات لمحاربة «الغرب الزدكي». وفقًا للمحلّل جولكار فإنّ البسيج تُستخدم لنشر أيديولوجية الدولة لذلك فهذه القوة هي بمثابة آلة دعاية في الحملات السياسية تعمل على إبرازِ حكم رجال الدين وحماية السياسيين وإنفاذ الأخلاق الإسلامية والقواعد. البسيج –حسبَ جولكار– هوَ جزء من الجمهورية الإسلامية خاصّة أنه يُقوضُ عملَ المعارضة من خلال قمع الانتفاضات والمظاهرات حتّى السلمية منها كما يُحاول تهيئة الشعب للحروب من خلال تدريبهم وتلقينهم فوائد الشهادة لذلك فكثير منهم على استعداد للتضحية بأنفسهم من أجل النظام.

### المزايا
يستفيدٌ أعضاء البسيج من مجموعة من المزايا بما في ذلك الإعفاء من 21 شهرًا من الخدمة العسكرية المطلوبة كما أن أعضاء البسيج أوفر حظًا من غيرهم في الحصول على مناصب حكومية وخاصة في المناصب الأمنية داخل الحكومة التي تسيطر عليها المؤسسات. في حين ينضمُ البعض إلى البسيج بسببِ القناعات الدينية؛ هناك آخرون ينضمون لهذه القوّة للاستفادة من فوائد لا غير من خلال القبول في مجموعة منَ الجامعات أو كأداة للحصول على الترقية في الوظائف الحكومية.

## رأي المسؤولين الإيرانيين
- يقول علي الخامنئي:

- يقول مستشار المرشد الإيراني يحيى رحيم صفوي في هذا الإطار:

- لمحمد تقي مصباح اليزدي كتاب باللغة الفارسية حیث جُمع فيها محاضرات مصباح اليزدي حول تنظيم الحشد ودورهم على مختلف الساحات في إيران.[29]